# Хондроцит

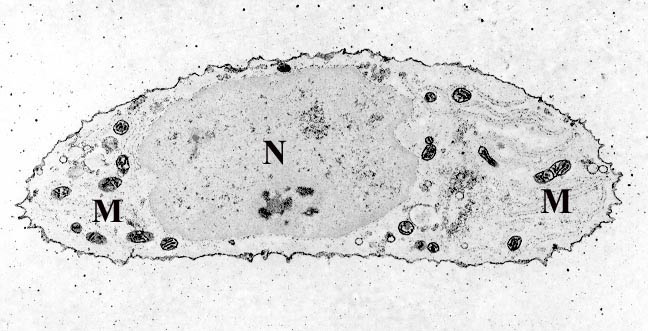
Просвечивающая электронная микроскопия хондроцита, окрашенного кальцием, показывающая его ядро (N) и митохондрии (M).

Хондроци́т (лат. chondrocytus от др.-греч. χονδρός — «хрящ» + др.-греч. κύτος — «вместилище», здесь — «клетка») — основная клетка хрящевой ткани.
Формируются из хондробластов, но при этом малоактивные хондроциты сохраняют способность к делению. Хондроциты имеют овальную форму и больший, чем хондробласты, размер.
Основная функция — синтез и выделение компонентов межклеточного вещества, образующего аморфное вещество и волокнистые структуры хряща.
Компоненты межклеточного вещества состоят из воды, протеогликановых агрегатов, гликопротеинов, минеральных веществ.
Выделяя компоненты межклеточного вещества хондроциты замуровывают себя в специфических полостях — лакунах. При этом агрегаты проницаемы для низкомолекулярных метаболитов. Деятельность хондроцитов увеличивает массу хряща изнутри (интерстициальный рост), что, совместно с хондробластами, позволяет регенерировать повреждённый хрящ.